# みんな愛してる
『ジャック・ザ・ベア / みんな愛してる』（みんなあいしてる、原題：Jack the Bear）は、1993年のアメリカ映画。上映時間99分。配給は20世紀フォックス。

## キャスト
※括弧内は日本語吹替
- ジョン・レアリー - ダニー・デヴィート（樋浦勉）
- ジャック・レアリー - ロバート・J・ステインミラー・Jr（田中真弓）
- ディラン・レアリー - ミコ・ヒューズ（伊藤隆大）
- ノーマン・ストリック - ゲイリー・シニーズ（塩沢兼人）
- カレン・モリス - リース・ウィザースプーン（引田有美）
- フェスティンジャー - アート・ラフルー（水野龍司）

## スタッフ
- 監督 - マーシャル・ハースコビッツ
- 製作 - ブルース・ギルバート
- 製作総指揮 - ロン・ヤークサ
- 原作 - ダン・マッコール
- 脚本 - スティーヴン・ザイリアン
- 撮影 - フレッド・マーフィ
- 音楽 - ジェームズ・ホーナー
- 編集 - スティーヴン・ローゼンブラム